# Pod Žitkovským vrchem
Pod Žitkovským vrchem je přírodní rezervace na severním okraji obce Žítková v okrese Uherské Hradiště. Důvodem ochrany jsou krajinářsky cenné bělokarpatské louky a pastviny s rozptýlenou zelení.